# Liga Asobal
Liga Asobal (od sezonu 2019/20 marketingowa nazwa Liga Sacyr Asobal) – najwyższa w hierarchii klasa męskich ligowych rozgrywek piłki ręcznej w Hiszpanii, będąca jednocześnie najwyższym szczeblem centralnym (I poziomem ligowym). Zmagania w jej ramach toczą się cyklicznie (co sezon) od edycji 1990/91, systemem kołowym i przeznaczone są dla najlepszych hiszpańskich drużyn klubowych (wyłącznie profesjonalnych). Ich triumfator zostaje mistrzem Hiszpanii, zaś najsłabsze zespoły relegowane są do División de Honor Plata (II ligi). Czołowe zespoły klasyfikacji końcowej każdego sezonu uzyskują prawo występów w europejskich pucharach w sezonie następnym (Lidze Mistrzów oraz Lidze Europejskiej EHF). Od momentu powstania jest jedną z dwóch najlepszych lig piłki ręcznej mężczyzn na świecie (obok niemieckiej 1. Bundesligi).

## Historia
Pierwsze w historii oficjalne rozgrywki o mistrzostwo Hiszpanii w piłce ręcznej mężczyzn hiszpańska federacja piłki ręcznej (RFEBM) zorganizowała w sezonie 1951/52 pod nazwą Primera División Nacional. Rywalizację przeprowadzono systemem nieligowym, w formie play-offów, a jej zwycięzcą zostało Atlético Madryt. W formule nieligowej zmagania o tytuł mistrza Hiszpanii praktykowano do zakończenia sezonu 1957/58. W 1958 r. RFEBM zorganizowała mistrzostwa kraju po raz pierwszy w systemie ligowym, a rozgrywkom nadano nazwę División de Honor. Była to liga niezawodowa, do sezonu 1989/90 prowadzona przez hiszpańską federację. Premierowym ligowym mistrzem Hiszpanii - w sezonie 1958/59 - został BM Granollers. W 1990 r. RFEBM wraz z czołowymi tamtejszymi klubami handbalowymi utworzył podmiot o nazwie Asobal. To akronim od Asociación de Clubes de Balonmano de España (pol. Stowarzyszenie hiszpańskich klubów piłki ręcznej). Asobal powołało ligę zawodową, przeznaczoną wyłącznie dla klubów profesjonalnych, a nadano jej nazwę Liga Asobal. Pierwszą edycję przeprowadzono w sezonie 1990/91, a jej tryumfatorem została FC Barcelona.

## System rozgrywek
Od sezonu 2021/22 rozgrywki Ligi Asobal prowadzone są w jednej 16-zespołowej grupie systemem ligowym „każdy z każdym, mecz i rewanż”. W trakcie sezonu drużyny rozgrywają po 30 meczów. Nie ma fazy play-off, ani meczów finałowych. Za każdy wygrany mecz zespół otrzymuje 2 pkt., za porażkę – 0 pkt, a za remis – 1 pkt. Drużyny z 3 lub 4 pierwszych miejsc kwalifikują się do europejskich pucharów, a 2 ostatnie zespoły są relegowane do División de Honor Plata.

## Mistrzowie Hiszpanii
| Primera División Nacional - 1952 – Atlético Madryt - 1953 – Real Madryt - 1954 – Atlético Madryt - 1955 – CE Sabadell - 1956 – BM Granollers - 1957 – BM Granollers - 1958 – BM Granollers | División de Honor - 1959 – BM Granollers - 1960 – BM Granollers - 1961 – BM Granollers - 1962 – Atlético Madryt - 1963 – Atlético Madryt - 1964 – Atlético Madryt - 1965 – Atlético Madryt - 1966 – BM Granollers - 1967 – BM Granollers - 1968 – BM Granollers - 1969 – FC Barcelona - 1970 – BM Granollers - 1971 – BM Granollers - 1972 – BM Granollers - 1973 – FC Barcelona - 1974 – BM Granollers - 1975 – CB Calpisa Alicante - 1976 – CB Calpisa Alicante - 1977 – CB Calpisa Alicante - 1978 – CB Calpisa Alicante - 1979 – Atlético Madryt - 1980 – FC Barcelona - 1981 – Atlético Madryt - 1982 – FC Barcelona - 1983 – Atlético Madryt - 1984 – Atlético Madryt - 1985 – Atlético Madryt - 1986 – FC Barcelona - 1987 – Elgorriaga Bidasoa - 1988 – FC Barcelona - 1989 – FC Barcelona | Liga Asobal - 1990 – FC Barcelona - 1991 – FC Barcelona - 1992 – FC Barcelona - 1993 – CD Teka Santander - 1994 – CD Teka Santander - 1995 – Elgorriaga Bidasoa - 1996 – FC Barcelona - 1997 – FC Barcelona - 1999 – FC Barcelona - 1990 – FC Barcelona - 2000 – FC Barcelona - 2001 – CB CB Ademar León - 2002 – SDC San Antonio - 2003 – FC Barcelona - 2004 – BM Ciudad Real - 2005 – SDC San Antonio - 2006 – FC Barcelona - 2007 – BM Ciudad Real - 2008 – BM Ciudad Real - 2009 – BM Ciudad Real - 2010 – BM Ciudad Real - 2011 – FC Barcelona - 2012 – FC Barcelona - 2013 – FC Barcelona - 2014 – FC Barcelona - 2015 – FC Barcelona - 2016 – FC Barcelona - 2017 – FC Barcelona - 2018 – FC Barcelona - 2019 – FC Barcelona - 2020 – FC Barcelona - 2021 – FC Barcelona - 2022 - FC Barcelona - 2023 - FC Barcelona - 2024 - FC Barcelona |

## Liczba tytułów mistrza Hiszpanii
| Klub                        | LMH | LTLA | Sezony zdobycia mistrzostwa Hiszpanii |
| --------------------------- | --- | ---- | --- |
| FC Barcelona                | 32  | 23   | 1968/69, 1972/73, 1979/80, 1981/82, 1985/86, 1987/88, 1988/89, 1989/90, 1990/91, 1991/92, 1995/96, 1996/97, 1997/98, 1998/99, 1999/00, 2002/03, 2005/06, 2010/11, 2011/12, 2012/13, 2013/14, 2014/15, 2015/16, 2016/17, 2017/18, 2018/19, 2019/20, 2020/21, 2021/22, 2022/23, 2023/24, 2024/25 |
| BM Granollers               | 13  | 0    | 1955/56, 1956/57, 1957/58, 1958/59, 1959/60, 1960/61, 1965/66, 1966/67, 1967/68, 1969/70, 1970/71, 1971/72, 1973/74 |
| Atlético Madryt             | 11  | 0    | 1951/52, 1953/54, 1961/62, 1962/63, 1963/64, 1964/65, 1978/79, 1980/81, 1982/83, 1983/84, 1984/85 |
| BM Ciudad Real              | 5   | 5    | 2003/04, 2006/07, 2007/08, 2008/09, 2009/10 |
| CB Calpisa Alicante         | 4   | 0    | 1974/75, 1975/76, 1976/77, 1977/78 |
| CD Teka Cantabria Santander | 2   | 2    | 1992/93, 1993/94 |
| CD Elgorriaga Bidasoa Irun  | 2   | 1    | 1986/87, 1994/95 |
| SDC San Antonio             | 2   | 2    | 2001/02, 2004/05 |
| CB Ademar León              | 1   | 1    | 2000/01 |
| Real Madryt                 | 1   | 0    | 1952/53 |
| CE Sabadell                 | 1   | 0    | 1954/55 |